# Mio Nishimaki
Mio Nishimaki (jap. 西牧 未央, Nishimaki Mio; * 15. Juli 1987) ist eine japanische Ringerin. Sie wurde 2008 und 2009 Weltmeisterin in der Gewichtsklasse bis 63 kg Körpergewicht.

## Werdegang
Mio Nishimaki ringt seit 1991. Sie ist Mitglied der Ringermannschaft der ehemaligen Chūkyō-Frauenuniversität (heute: Shigakkan-Universität; engl. Chukyo Womens University Wrestling Club) in Ōbu und wird seit 2003 von Kazuhito Sakae trainiert. Die Studentin ist nur 1,61 Meter groß und ringt meist in der Gewichtsklasse bis 63 kg Körpergewicht. In dieser Gewichtsklasse hat sie in Japan in Kaori Icho eine schier unschlagbare Konkurrentin, die bisher verhinderte, dass Mio Nishimaki zu noch größeren Erfolgen kam, als die bisher von ihr erzielten.
Die Erfolge von Mio Nishimaki begannen im Jahre 2005, als sie bei der japanischen Meisterschaft in der Gewichtsklasse bis 59 kg hinter Seiko Yamamoto und Ayoko Shoda den 3. Platz belegte. Im gleichen Jahr wurde sie in Jeju/Südkorea dann asiatische Juniorenmeisterin und in Vilnius sogar Junioren-Weltmeisterin, jeweils in der Gewichtsklasse bis 63 kg. In Vilnius schlug sie im Endkampf die Inderin Generika Jakhar.
2006 holte sich Mio Nishimaki den Sieg bei den Universitäten-Weltmeisterschaften in Ulaanbaatar und ließ dabei Badrachyn Odontschimeg aus der Mongolei und Alaina Berube aus den Vereinigten Staaten hinter sich. Anschließend wurde sie in Guatemala-Stadt zum zweiten Mal Junioren-Weltmeisterin in der Gewichtsklasse bis 63 kg. Dabei besiegte sie in den entscheidenden Kämpfen Justine Bouchard aus Kanada und Jelena Schalygina aus Kasachstan. Im Dezember 2006 wurde sie erstmals japanische Meisterin bei den Frauen in der Gewichtsklasse bis 59 kg. Dabei verwies sie Kei Yamana und Ayako Sato auf die Plätze.
Im Jahre 2007 kam Mio Nishimaki bei keiner internationalen Meisterschaft zum Einsatz, wurde aber im Dezember des Jahres erneut japanische Meisterin und zwar in der Gewichtsklasse bis 67 kg. Im Finale besiegte sie dabei Mami Shinkai, nachdem sie im Halbfinale Eri Sakamoto geschlagen hatte.
2008 fanden nach den Olympischen Spielen in Peking in Tokio auch noch Weltmeisterschaften statt. Mio Nishimaki wurde dort anstelle der Olympiasiegerin Kaori Icho in der Gewichtsklasse bis 63 kg eingesetzt und holte sich dort mit Siegen über Paulina Grabowska, Polen, Lili Meng, China, Olesja Samula, Aserbaidschan und Ljubow Michailowna Wolossowa aus Russland den Weltmeistertitel. Im Dezember 2008 wurde Mio Nishimaki dann zum dritten Mal japanische Meisterin vor Kayoko Kudo und Akiko Maruyama.
Im Jahre 2009 wurde Mio Nishimaki in Pattaya vor Wilaiwan Thongkam aus Thailand Asienmeisterin. Sie wurde dann auch wieder bei der Weltmeisterschaft in Herning/Dänemark eingesetzt und wurde dort in der Gewichtsklasse bis 63 kg zum zweiten Mal Weltmeisterin. Dabei besiegte sie Olesja Samula, Stefanie Stüber aus Deutschland, die ihr härtesten Widerstand entgegensetzte und nur knapp mit 1:2 Runden und 1:3 Punkten verlor, Jelana Schalygina und Ljubow Michailowna Wolossowa. Im Finale der japanischen Meisterschaft 2009 verlor sie gegen Kaori Icho und belegte den 2. Platz.
2010 war Mio Nishimaki nur bei den Asien-Spielen in Guangzhou am Start. Sie war dort aber in keiner guten Form und musste gegen Chen Meng aus China und Otschirbatyn Nasanburmaa aus der Mongolei Schulterniederlagen hinnehmen, womit sie nur auf den 7. Platz kam.
Aus der Zeit danach gibt es von Mio Nishimaki keine Ergebnisse mehr.

## Internationale Erfolge
| Jahr | Platz | Wettbewerb                                        | Gewichtsklasse | Ergebnisse |
| 2005 | 1.    | Klippan-Lady-Open                                 | bis 59 kg      | vor Sally Roberts, USA, Ida-Theres Nerell, Schweden und Audrey Prieto, Frankreich                                                    |
| 2005 | 1.    | Asiatische Juniorenmeisterschaft in Jeju/Südkorea | bis 63 kg      | vor Geetika Jakhar, Indien und Park Young-mi, Südkorea                                                                               |
| 2005 | 1.    | Junioren-WM in Vilnius                            | bis 63 kg      | nach Siegen über Jackie Cataline, USA, Olga Butkewitsch, Ukraine, Helena Allandi, Schweden und Geetika Jakhar                        |
| 2006 | 6.    | Welt-Cup in Nagoya                                | bis 63 kg      | Siegerin: Sally Roberts vor Breanne Leigh Graham, Kanada                                                                             |
| 2006 | 1.    | Universitäten-WM in Ulaanbaatar                   | bis 63 kg      | vor Badrachyn Odontschimeg, Mongolei, Alaina Berube, USA und V. Nasok, Ukraine                                                       |
| 2006 | 1.    | Golden-Grand-Prix in Baku                         | bis 63 kg      | vor Monika Ewa Michalik, Polen und Olga Chilko, Belarus                                                                              |
| 2006 | 1.    | Junioren-WM in Guatemala-Stadt                    | bis 63 kg      | nach Siegen über Jackie Cataline, Helena Allandi, Justine Bouchard, Kanada und Jelena Schalygina, Kasachstan                         |
| 2007 | 2.    | Welt-Cup in Krasnojarsk                           | bis 63 kg      | hinter Jing Ruixue, Volksrepublik China, vor Aljona Kartaschowa, Russland und Randi Miller, USA                                      |
| 2008 | 1.    | WM in Tokio                                       | bis 63 kg      | nach Siegen über Paulina Grabowska, Polen, Lili Meng, China, Olesja Samula, Aserbaidschan und Ljubow Michailowna Wolossowa, Russland |
| 2009 | 4.    | Welt-Cup in Taiyuan/China                         | bis 63 kg      | hinter Justine Bouchard, Alla Tscherkassowa, Ukraine und Lili Meng                                                                   |
| 2009 | 1.    | Asien-Meisterschaft in Pattaya                    | bis 63 kg      | vor Wilaiwan Thongkam, Thailand, Luong Thi Nguyen, Vietnam und Zhang Fenglin, China                                                  |
| 2009 | 1.    | Austrian-Lady-Open in Götzis                      | bis 63 kg      | vor Justine Bouchard, Monika Ewa Michalik und Paulina Grabowska                                                                      |
| 2009 | 1.    | Golden-Grand-Prix in Baku                         | bis 63 kg      | vor Ljubow Michailowna Wolossowa, Justine Bouchard und Monika Ewa Michalik                                                           |
| 2009 | 1.    | WM in Herning/Dänemark                            | bis 63 kg      | nach Siegen über Olesja Samula, Stefanie Stüber, Deutschland, Jelena Schalygina und Ljubow Michailowna Wolossowa                     |
| 2010 | 7.    | Asienspiele in Guangzhou                          | bis 63 kg      | nach Niederlagen gegen Chen Meng, China und Otschirbatyn Nasanburmaa, Mongolei                                                       |

## Japanische Meisterschaften
| Jahr | Platz | Gewichtsklasse | Ergebnisse                                            |
| 2005 | 3.    | bis 59 kg      | hinter Seiko Yamamoto und Ayako Shōda                 |
| 2006 | 1.    | bis 59 kg      | vor Kei Yamana, Ayako Satō und Kayoko Shimada         |
| 2007 | 1.    | bis 67 kg      | vor Mami Shinkai, Eri Sakamoto und Asuko Sano         |
| 2008 | 1.    | bis 63 kg      | vor Kayoko Kudō, Akiko Maruyama und Erina Takahashi   |
| 2009 | 2.    | bis 63 kg      | hinter Kaori Ichō, vor Kayoko Kudō und Seiko Yamamoto |

## Erläuterungen
- alle Wettkämpfe im freien Stil
- WM = Weltmeisterschaft